# 침실

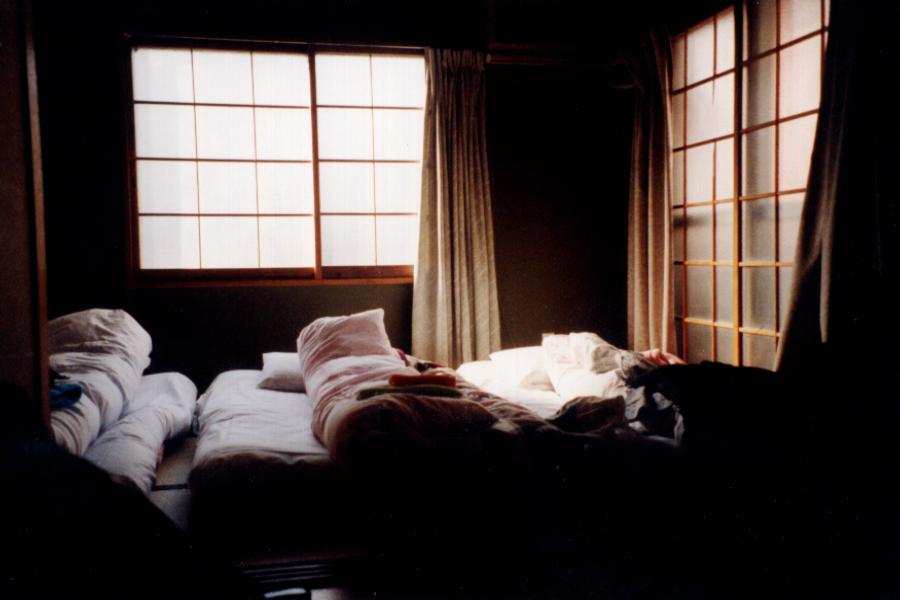
침실

침실(寢室)은 수면을 취하기 위한 방이다. 재래식 주택에서는 대개 집 한채 당 침실이 2개~3개인 형식이 대부분이었으며 그 중 넓은 방을 주간에는 거실·객실 등 다목적으로 사용하고 밤에는 침실로 하는 경우가 많았다. 근래에 시공한 주택이나 큰 규모의 아파트 등에는 한 집안 당 침실이 3개나 그 이상으로 되어 있기도 하며 거실문화의 영향으로 침실보다 거실 면적이 더 넓게 시공한다. 이러한 집의 침실 중 가장 넓은 방을 부부를 위한 침실로 쓰는 경우가 대부분인데 부부를 위한 침실은 부부의 개인공간으로 쓰며, 자녀를 위한 침실은 공부하는 방을 겸하는 경우가 대부분이다.

## 역사
더 큰 빅토리아 시대 주택에서는 침실에서 집주인을 위한 내실과 신사를 위한 탈의실이 있는 것이 일반적이었다. 일부 집에는 다락방 침실이 있다. 지붕에 의해서만 외부 공기와 분리되기 때문에 일반적으로 겨울에는 춥고 여름에는 너무 더울 수 있다. 투구 지붕을 지탱하는 서까래의 경사도 불편하다. 하인들이 사는 집에서는 종종 다락방 침실을 사용했다.
14세기에 하층민은 건초와 빗자루 빨대로 채워진 매트리스에서 잤다. 16세기에 깃털로 채워진 매트리스는 여유가 있는 사람들에게 인기를 끌기 시작했다. 서민은 결혼 7년차에 매트리스를 살 수 있다면 잘사는 것이다. 18세기에 면과 양모가 더 보편화되기 시작했다. 최초의 코일 스프링 매트리스는 1871년까지 발명되지 않았다. 가장 일반적이고 가장 많이 구매되는 매트리스는 내부 스프링 매트리스이지만 폼, 라텍스, 울, 실크 등 다양한 대체 소재를 사용할 수 있다. 경도 선택의 다양성은 상대적으로 부드러운 것부터 다소 단단한 매트리스까지 다양하다. 두 명 이상이 방을 공유하는 경우 침실에 이층 침대가 있을 수 있다. 현대적인 가정용 배관과 주택의 욕실이 생기기 이전에는 침대 밑이나 협탁에 보관된 변기통이 일반적이었다.

## 같이 보기
- 세탁실
- 아이방